# 霊仲禅英
霊仲禅英（れいちゅう ぜんえい、元徳2年（1330年） - 応永17年5月28日（1410年6月30日））は、南北朝時代から室町時代の臨済宗の僧侶。永源寺の寂室元光の法を嗣ぎ、曹源寺を開いた。諡号は円智悟空禅師。

## 経歴
美作国に生まれる。聡明で才徳を兼ね、若年より京洛の諸寺を歴参して修行した。後に寂室和尚と出会い、永源寺の4世住持となる。